# Decreto legislativo 30 maggio 2008, n. 115
Il decreto legislativo 30 maggio 2008, n. 115 è un atto normativo della Repubblica Italiana, avente forza di legge ed emanato in attuazione della direttiva dell'Unione Europea 2006/32/CE relativa all'efficienza degli usi finali dell'energia e i servizi energetici e abrogazione della direttiva 93/76/CEE. 

## Contenuto
Tale norma è stata emanata con l'obiettivo di ha promuovere la diffusione dell'efficienza energetica in tutti i settori. Il decreto tra le altre cose:
- definisce gli obiettivi indicativi, i meccanismi, gli incentivi e il quadro istituzionale, finanziario e giuridico, necessari a eliminare le barriere e le imperfezioni esistenti sul mercato che ostacolano un efficiente uso finale dell'energia;
- crea le condizioni per lo sviluppo e la promozione di un mercato dei servizi energetici e la fornitura di altre misure di miglioramento dell'efficienza energetica agli utenti finali.

Nel settore dell'edilizia le novità introdotte riguardano:
- scomputo dei volumi e delle superfici per i nuovi edifici che garantiscano almeno il 10% della prestazione energetica codificata dal D.Lgs. n. 192/2005;
- deroga alle distanze minime tra gli edifici in caso di maggiori spessori per le ristrutturazioni energetiche delle costruzioni esistenti (sempre con almeno il 10% della prestazione energetica prevista);
- prolungamento delle scadenze per il contributo alle nuove costruzioni con alte prestazioni energetiche;
- nuove regole per la certificazione energetica degli edifici e dei soggetti abilitati a farlo.